# 사이버테러리즘
사이버테러리즘(영어: cyberterrorism, 약칭 사이버테러)는 상대방 컴퓨터나 정보기술을 해킹하거나 악성프로그램을 의도적으로 깔아놓는 등 컴퓨터 시스템과 정보통신망을 무력화하는 새로운 형태의 테러리즘이다. 주로 인터넷상에서만 행해진다.

## 사이버테러리스트
사이버테러리스트는 첨단 정보통신기술을 이용해 전산망에 침투하는 해커나 불순한 목적을 갖고 컴퓨터 바이러스를 만들어 뿌리는 집단을 말한다. 공격대상이 종전에는 대학이나 연구소의 전산시스템이었으나 최근에는 국가안보와 일상생활에 직결된 군사기지·식량관련시설·발전소·제약회사 등도 공격대상으로 삼고 있다.

## 해킹
- 서비스 거부 공격
- 단순침입
- 사용자 도용
- 파일 등 삭제/자료유출
- 메일폭탄

## 악성프로그램
- 트로이 목마
- 인터넷윔
- 스파이웨어

## 같이 보기
- 좀비 컴퓨터
- 사이버스톰 훈련
- 해킹
- 해커
  - 화이트햇
  - 그레이햇
  - 블랙햇
- 인터넷 보안
- 사이버전쟁
- 파이어세일 공격(firesale attack)
- 정보보호사령부(대한민국 국방부 산하, 2010년초 창설예정)
- 국가사이버안전센터(국정원 산하)
- 한국정보보호진흥원
- 3.20 전산망 마비 사태
- 1·25 인터넷 대란
- 2010년 한·일 삼일절 사이버 공격 사건
- 777 DDoS 공격
  - 사이버 칼리프국가